# Shandong Nuzi Paiqiu Dui 2013-2014
Questa voce raccoglie le informazioni riguardanti lo Shandong Nuzi Paiqiu Dui nelle competizioni ufficiali della stagione 2013-2014.

## Organigramma societario
Area tecnica
- Allenatore: An Jiajie
- Assistente allenatore: Wang Bo, Li Yanlong

## Rosa
| N° | Nome           | Ruolo | Data di nascita  | Nazionalità sportiva |
| -- | -------------- | ----- | ---------------- | -------------------- |
| 1  | Sun Wenjing    | P     | 27 novembre 1994 | Cina                 |
| 2  | Wang Ying      | S     | 7 gennaio 1992   | Cina                 |
| 3  | Yang Fangxu    | S/O   | 6 ottobre 1994   | Cina                 |
| 4  | Yuan Caixia    | S/O   | 24 aprile 1989   | Cina                 |
| 5  | Liu Yajing     | C     | 3 luglio 1989    | Cina                 |
| 6  | Gao Tianhui    | S/O   | 2 febbraio 1993  | Cina                 |
| 7  | Zhang Xin      | S     | 13 marzo 1992    | Cina                 |
| 8  | Sun Ruhan      | C     | 22 aprile 1994   | Cina                 |
| 9  | Wang Lin       | S     | 1º gennaio 1993  | Cina                 |
| 10 | Wang Mengjie   | L     | 14 novembre 1995 | Cina                 |
| 11 | Liu Li         | C     | 29 agosto 1991   | Cina                 |
| 12 | Song Meili     | S     | 23 febbraio 1995 | Cina                 |
| 13 | Xie Lei        | S     | 25 luglio 1986   | Cina                 |
| 14 | Wang Fengjiao  | S     | 25 luglio 1994   | Cina                 |
| 15 | Zhang Bingbing | S     | 16 febbraio 1995 | Cina                 |
| 16 | Cheng Long     | P     | 25 marzo 1993    | Cina                 |
| 17 | Xing Xu        | C     | 3 marzo 1996     | Cina                 |
| 18 | Liu Ruihua     | P     | 20 febbraio 1995 | Cina                 |